# Julio Pereyra
Pour les articles homonymes, voir Pereyra et Mele (homonymie).
Julio Pereyra, né le 3 janvier 1963 et mort le 18 novembre 2016, est un ancien joueur uruguayen de basket-ball.

## Palmarès
- Finaliste du championnat des Amériques 1984